# 普威爾國際
普威爾國際股份有限公司（英語：Proware Multimedia International Co., Ltd.），簡稱普威爾、普社，是台灣的一家動畫代理、商品授權公司。

## 概要
- 主要代理的範圍為日本動畫、日本電影、商品授權、商品肖像代言活動授權、美工圖庫、幼教軟體等。
- 著名的代理動畫及商品授權有名偵探柯南劇場版系列，固定於每年七到八月（暑假期間）於台灣上映。此外，還有魯邦三世動畫電影系列、K-ON！輕音部、新世紀福音戰士等作品。
- 近期把手中大量授權ip放給其他代理公司例如四月是你的謊言給了羚邦集團，柯南的周邊、電視動畫給了曼迪傳播、新世紀福音戰士給了曼迪傳播。

## 外部連結
- 普威爾國際
- 線上購物 （页面存档备份，存于）
- 蝦皮商城 （页面存档备份，存于）
- 蝦皮拍賣 （页面存档备份，存于）
- 普威爾 / Proware的Facebook專頁
- 普威爾 / Proware的Instagram帳戶
- YouTube上的普威爾頻道
- 普威爾國際在動畫新聞網百科全書中的資料（英文）